# Arrondissement Dinan
Das Arrondissement Dinan ist eine Verwaltungseinheit des französischen Départements Côtes-d’Armor innerhalb der Region Bretagne. Hauptort (Sitz der Unterpräfektur) ist Dinan.

## Kantone
Das Arrondissement untergliedert sich in 6 Kantone (Wahlkreise):
- Broons (mit 11 von 25 Gemeinden)
- Dinan
- Lanvallay
- Plancoët
- Pléneuf-Val-André (mit 7 von 15 Gemeinden)
- Pleslin-Trigavou

## Gemeinden
Die Gemeinden des Arrondissements Dinan sind:
| 1. Aucaleuc (22003)               | 2. Beaussais-sur-Mer (22209)       | 3. Bobital (22008)                | 4. Bourseul (22014)                |
| 5. Broons (22020)                 | 6. Brusvily (22021)                | 7. Calorguen (22026)              | 8. Caulnes (22032)                 |
| 9. Les Champs-Géraux (22035)      | 10. La Chapelle-Blanche (22036)    | 11. Corseul (22048)               | 12. Créhen (22049)                 |
| 13. Dinan (22050)                 | 14. Évran (22056)                  | 15. Fréhel (22179)                | 16. Guenroc (22069)                |
| 17. Guitté (22071)                | 18. Le Hinglé (22082)              | 19. Lancieux (22094)              | 20. Landébia (22096)               |
| 21. La Landec (22097)             | 22. Langrolay-sur-Rance (22103)    | 23. Languédias (22104)            | 24. Languenan (22105)              |
| 25. Lanvallay (22118)             | 26. Matignon (22143)               | 27. Mégrit (22145)                | 28. Plancoët (22172)               |
| 29. Pléboulle (22174)             | 30. Plélan-le-Petit (22180)        | 31. Pleslin-Trigavou (22190)      | 32. Pleudihen-sur-Rance (22197)    |
| 33. Plévenon (22201)              | 34. Plorec-sur-Arguenon (22205)    | 35. Plouasne (22208)              | 36. Plouër-sur-Rance (22213)       |
| 37. Plumaudan (22239)             | 38. Plumaugat (22240)              | 39. Quévert (22259)               | 40. Le Quiou (22263)               |
| 41. Ruca (22268)                  | 42. Saint-André-des-Eaux (22274)   | 43. Saint-Carné (22280)           | 44. Saint-Cast-le-Guildo (22282)   |
| 45. Saint-Hélen (22299)           | 46. Saint-Jacut-de-la-Mer (22302)  | 47. Saint-Jouan-de-l’Isle (22305) | 48. Saint-Judoce (22306)           |
| 49. Saint-Juvat (22308)           | 50. Saint-Lormel (22311)           | 51. Saint-Maden (22312)           | 52. Saint-Maudez (22315)           |
| 53. Saint-Méloir-des-Bois (22317) | 54. Saint-Michel-de-Plélan (22318) | 55. Saint-Pôtan (22323)           | 56. Saint-Samson-sur-Rance (22327) |
| 57. Taden (22339)                 | 58. Trébédan (22342)               | 59. Tréfumel (22352)              | 60. Trélivan (22364)               |
| 61. Tréméreuc (22368)             | 62. Trévron (22380)                | 63. La Vicomté-sur-Rance (22385)  | 64. Val-d’Arguenon (22237)         |
| 65. Vildé-Guingalan (22388)       | 66. Yvignac-la-Tour (22391)        |                                   |                                    |

## Neuordnung der Arrondissements 2017

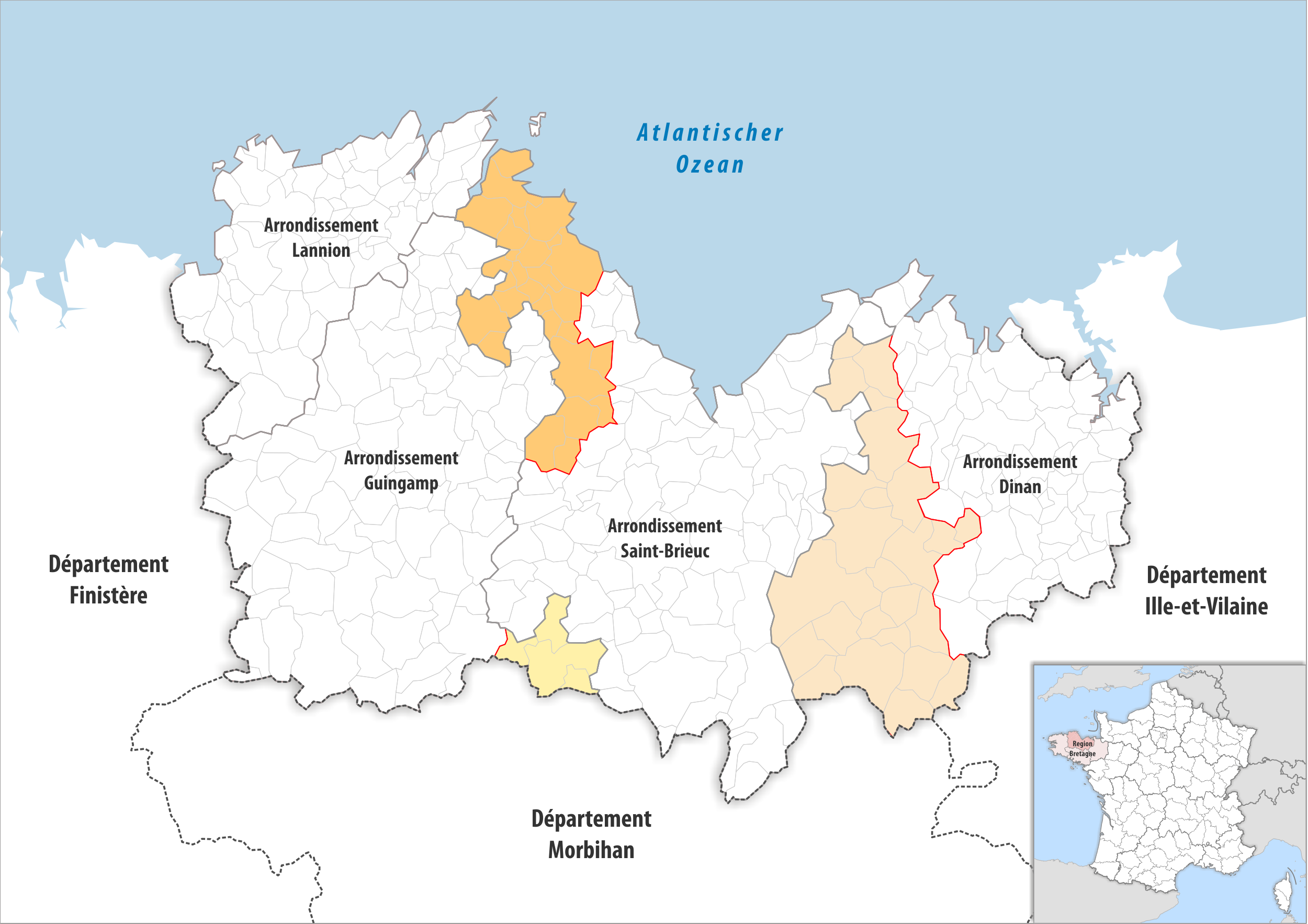
Arrondissementsanpassungen im Jahr 2017

Durch die Neuordnung der Arrondissements im Jahr 2017 wurden die 25 Gemeinden La Bouillie, Éréac, Gomené, Hénanbihen, Hénansal, Illifaut, Jugon-les-Lacs - Commune nouvelle, Lanrelas, Laurenan, Loscouët-sur-Meu, Le Mené, Merdrignac, Mérillac, Plédéliac, Plénée-Jugon, Plestan, Rouillac, Saint-Denoual, Saint-Launeuc, Saint-Vran, Sévignac, Tramain, Trédias, Trémeur und Trémorel aus dem Arrondissement Dinan dem Arrondissement Saint-Brieuc zugewiesen.

## Ehemalige Gemeinden seit der landesweiten Neuordnung der Kantone
bis 2024: Pluduno, Pléven
bis 2017: Léhon
bis 2016: Plessix-Balisson, Ploubalay, Trégon
bis 2015: Collinée, Dolo, Le Gouray, Jugon-les-Lacs, Langourla, Saint-Gilles-du-Mené, Saint-Gouéno, Saint-Jacut-du-Mené